# Štangarske Poljane
Štangarske Poljane este o localitate din comuna Šmartno pri Litiji, Slovenia, cu o populație de 74 de locuitori.